# 大熔炉

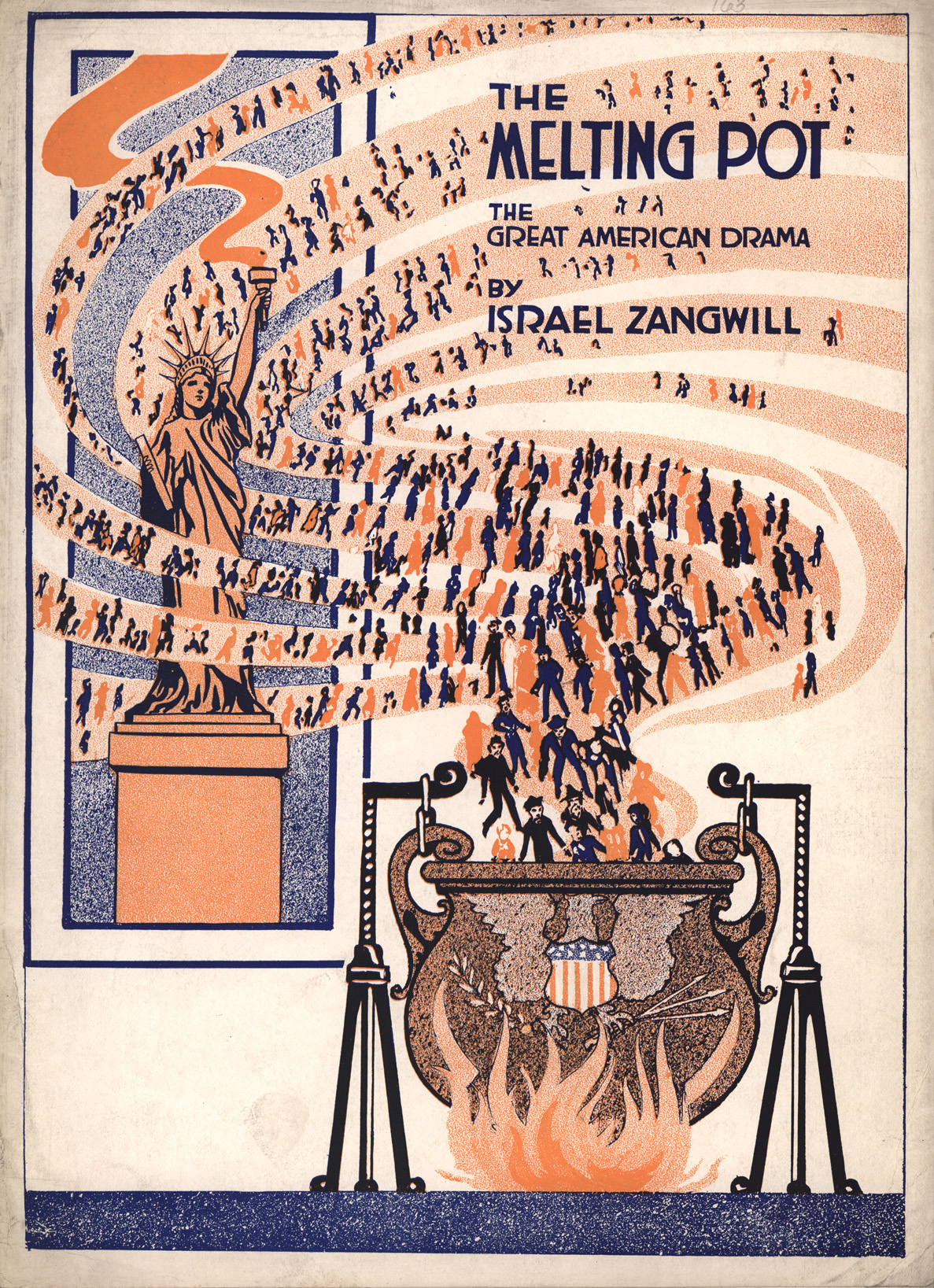
1908年的戏剧《熔炉》

大熔炉（英語：melting pot），也稱為民族融合，是一種單一文化的隱喻，指的是在各种民族混杂的異質文化環境中，經由不同民族文化不断地相互影响，同化形成一种單一独特的新的共同文化的社会。
大熔炉一词首次在伊斯雷尔·赞格威尔（Israel Zangwill）的戏剧《熔炉》中提出。“melting pot”一词本意是坩埚，形容不同文化如同不同金属在坩埚中混合成合金一样，形成一种新的文化。最早指的是美国的大都市纽约，现在多指多民族文化融合的国家，最著名的是北美洲的美国與非洲的南非。